# Avdotia Timofejeva
Avdotia Timofejeva, född 1739, död okänt år, var en rysk ballerina. Hon tillhörde den första gruppen ryska dansare i den ryska balettens historia. 
Hon var student i den grupp elever som lärdes upp av Jean-Baptiste Landé, och anställdes år 1748 vid de kejserliga teatrarna. Bland hennes mest kända roller fanns "Orfeus och Eurydike", "Foksal i London" och "Apollo och Daphne".